# Knox County (Indiana)
Knox County is een county in de Amerikaanse staat Indiana.
De county heeft een landoppervlakte van 1.336 km² en telt 39.256 inwoners (volkstelling 2000). De hoofdplaats is Vincennes.

## Bevolkingsontwikkeling

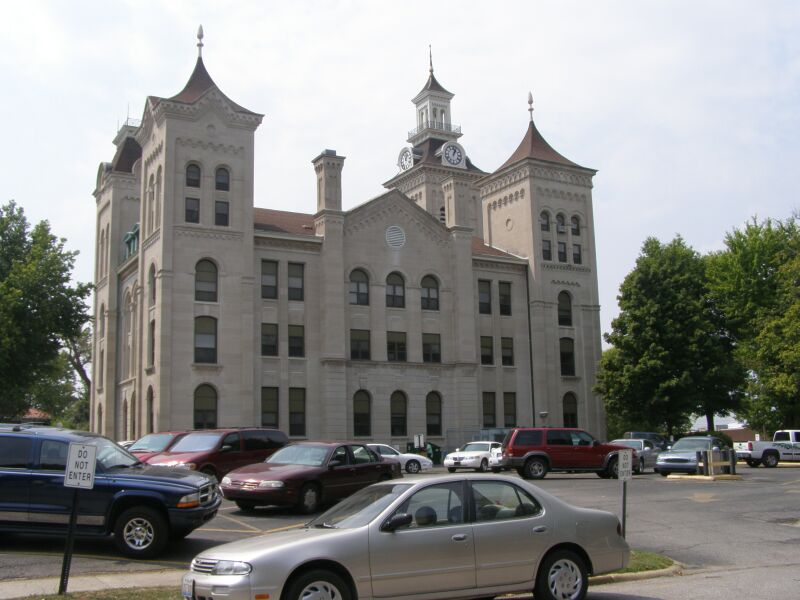
Knox County Courthouse